# Bács-Kiskun vármegye hídjai
Bács-Kiskun vármegye országos közútjain 128 híd biztosítja a közlekedést, melyek összes hossza 2969,5 méter, teljes pályafelülete pedig 32 196 négyzetméter.

## Közúti hidak
A hídállomány megoszlása az alföldi vármegyékre jellemző képet mutatja, viszonylag kevés hídnak minősülő műtárgy található.
A két nagy Duna-híd üzemeltetése és fenntartása a hidak hosszával, felületével arányosak, meghatározóak. A bajai (ma Türr István híd) és a dunaföldvári (ma Beszédes József híd) Duna-hidak összes hosszuk: 1079 m, teljes pályafelületük: 12 618 m². Jelentősebb és egyben nagyobb hidakkal rendelkező vízfolyások még a Duna-völgyi főcsatorna, a Duna–Tisza-csatorna és a solti Kis-Duna ág.
Fontos mérnöki létesítmények még a szintbeli közúti és vasúti csomópontok kiváltására épült felüljárók, összesen
6 db, 500,7 m hosszal (ami a teljes hídállomány 16,9%-a), illetve 7 165 m² összes pályafelülettel (ami a teljes hídállomány 22,2%-a). Időszakos hídvizsgálatra kötelezett hidak száma 15 db (a teljes hídállomány 11,7%-a), felületük 22 865 m² (a teljes hídállomány 70,5%-a). A hídszerkezetek anyaga túlnyomórészt vasbeton, ebből készült összesen 117 db, a teljes hídállomány 91,4%-a.
Az építési időre vonatkozó nyilvántartás szerint a jelentősebb építések a második világháború után kezdődtek. A második világháború után újabb, nagyobb ütemű építések kezdődtek részben a háborús helyreállítások miatt is. Az hídépítések során a monolit vasbeton szerkezetek mellett az előre gyártott vasbeton szerkezetek felhasználása terjedt el. Három 80 évnél idősebb híd van a megyében, közülük a legnevezetesebb az 1889-ben épült solti Sákorcsatorna-híd, Magyarország első vasbeton hídja.
A hidak teherbírását tekintve magas a 20 tonna teherbírású hidak aránya, ilyen a vármegye hídjainak 35%-a. A közút szélessége szempontjából 14 híd nem felel meg. A hídrehabilitáció keretében évente 2–3 híd átépítésére, felújítására kerülhet sor.[forrás?]

## Autópályahidak

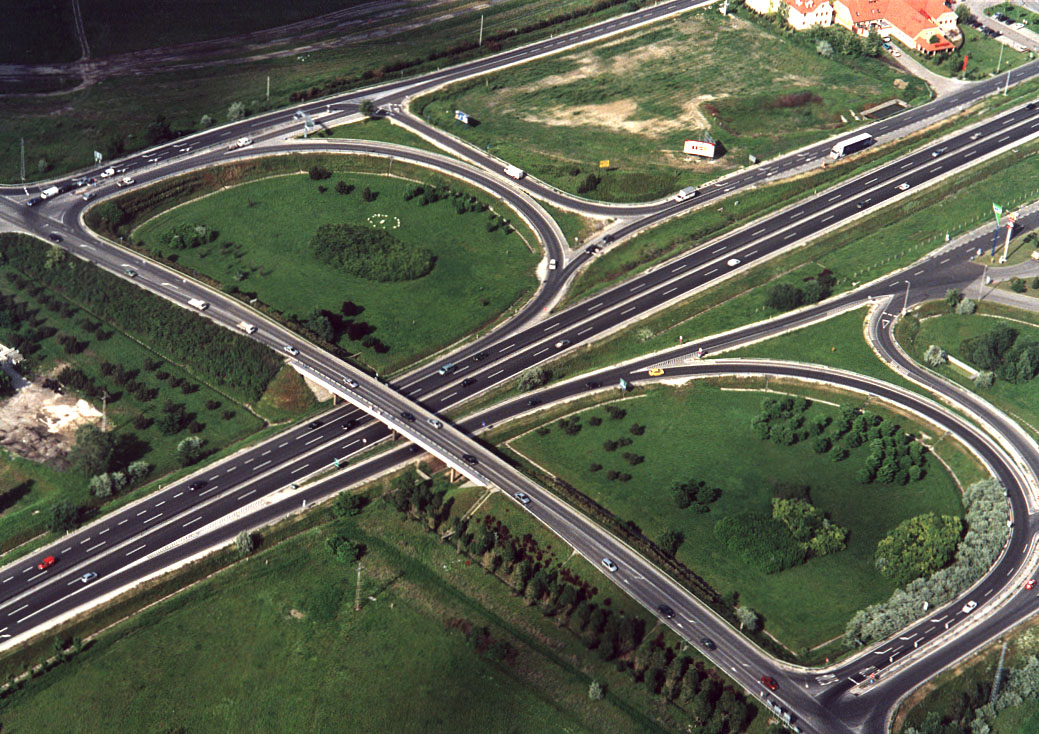
Az M5-ös autópálya lajosmizsei csomópontja

A Nyugat-Európa és a Balkán között kapcsolatot teremtő M5-ös autópálya nyomvonala Bács-Kiskun vármegye területét 72 km hosszon szeli át. Az építését 1977-ben kezdték el és teljes szélességben Újhartyánig épült meg. 1981-től pénzügyi okok miatt már csak a bal oldali pályarész építése folytatódott Kecskemét északi csomópontig.
A továbbépítésére és üzemeltetésére 1994-ben koncessziós szerződést kötöttek, amely során a meglévő autópálya felújítása és a félszélességű szakasz autópályává történő szélesítése 1996. végére készült el. A Kecskemétet elkerülő 17 km-es szakasz 1997. végén, a Kecskemét-Kiskunfélegyháza közötti 23 km-es szakasz pedig 1998. közepén került átadásra. A Kiskunfélegyháza–országhatár közötti 60 km-es szakasz 2006. márciusára készült el teljesen.
Az autópálya felüljárói kizárólag előre gyártott vasbeton szerkezetek felhasználásával épültek.[forrás?]

## Fahidak

Kalocsa város címere

A hidak építésében régen a fa sokáig egyedüli anyag volt, így volt ez különösen olyan megyében, amelyben a kőanyag beszerzése igencsak nehézkes volt. A kalocsai és a többi vár védelmét szolgáló vizesárkok általában emelhető áthidalásai, főképp a gyors elbonthatóság érdekében, fából készültek. Kalocsán még 1775-ben is megvolt a várbejáró híd, ami szerepel a város címerében.
A három–négy méteresnél nagyobb nyílású, szélesebb árkokat áthidaló hídszerkezetek többnyílású, cölöpjármos kivitelűek voltak. A török korban Kalocsánál hajóhíd szolgált a Dunán való átkelésre, amiről Edward Brown angol utazó (1669) is megemlékezett, nagy elismeréssel írt folyamon látott hajóhídról.
1687-ben a törököt kiűző osztrák-magyar-bajor-horvát egyesült sereg 47 hajóból készített hidat a Dunán Kalocsa térségében. A hajóhidaknak a Rákóczi-szabadságharcban is fontos szerepük volt, úgymint 1705-ben a Dunakömlőd melletti Imsósnál. A török kiűzése után épültek új utak és hidak, előtte általában csak a meglévők javításáról szólnak az írások. 1737-ben Kalocsa környékén épülő hidakról maradtak fenn írásos emlékek, ezek valószínűleg mind fahidak voltak.
Habár a megye nem rendelkezett kiterjedt úthálózattal és kevés volt az áthidalandó nagyobb vízfolyás, egy 1767-ben kiadott úrbéri kérdőívre adott válaszok számottevő mennyiségű hídról szólnak, ezek szerint Akasztónál három, Hajósnál és Miskénél négy-négy, Patajnál kilenc híd volt, amelyeket sok munkával kellett fenntartani. Meglepő, hogy 1783-ban Kecskeméten már 33 hidat írtak össze, ezek zöme fából épült, azokat gyakran dobogónak nevezték.
Grassalkovich Antal főispán 1783-ban már Baja több fahídjának tartósabb anyagúra való átépítéséről intézkedett. A II. József idejében készült, Magyarország első katonai felmérése során Kalocsa határában nyolc, Hajós környékén öt, Szabadszállás külterületén pedig 11 hidat jegyeztek fel, amelyek között még kevés kőhíd volt. Ebben az időben Kecskemétet vizesárok vette körül, amelyen hidakon, kapukon lehetett átmenni. Más városoknál később épült ki védelmi célból az árokrendszer. A hidak száma később rohamosan nőtt, 1821-ben Kunszentmiklós határában 21 hídon lehetett már átmenni. A megye monográfiája már nemcsak a hidak darabszámát, hanem hídneveket és méreteket is tartalmazott, ebből tudható, hogy Miskénél az Árpás híd 11, a Sára híd 5 öles volt.
A korabeli tudósításból ismerhető, hogy Solton a megye, és egyben az ország első vasbeton hídja helyén háromnyílású fahíd állt. A Ferencz-csatornán, amely nagyobb része ma már nem a megye területén húzódik, 66 híd épült, közülük 35 biztosan fahíd („járomhíd”) volt. A baja–bezdáni-tápcsatorna hídjai között is több fából épült. Baján a Sugovicán régóta fahíd állt, aminek átépítésére 1909-ben készült terv, a terv hatnyílású, 3,6 m széles hidat ábrázol. A sugovicai híd a korabeli képeslapokon gyakran szerepel, így jól követhető a híd szerkezetének változásai. A bajai vasúti Duna-hídon már 1926-ban javasolták átvinni a közúti forgalmat, ezért az ártérben hidakat kellett építeni. Egy 1935-ös kimutatás szerint két 35, illetve 40 m hosszú négynyílású fahíd állt, melyeket a Bajai Árvédelmi zászlóalj épített.
A vasbeton térhódításával csökkent a fahidak száma, ám a második világháború hídpusztításai után ismét fontos szerephez jutottak a fából készült ideiglenes szerkezetek, az úgynevezett pontonhidak és provizóriumok. Az önkormányzati utakon 1945 után is több fahíd volt, a Bajai Járási Tanács VB. Ipari és Műszaki Osztálya 1959-ben 11 rossz állapotú fahídról készített jelentést. A máriakönnyei Mária-kegyhely felé vezető fahíd teherbírását, fontossága miatt, próbaterheléssel is ellenőrizték.
Napjainkban elvétve akad a vármegyében fapallós, acéltartós híd. A hidak építésénél a fát, mint új alkalmazási anyagot a kerékpár- és gyalogutak építése alkalmával használják fel. A hagyományos, fapallókkal burkolt acéltartós megoldás mellett, néhány modern kerékpárhíd ragasztott faszerkezettel épült, mint például Hajóson (1989), illetve Kecskeméten (1990).

## Fémszerkezetű hidak

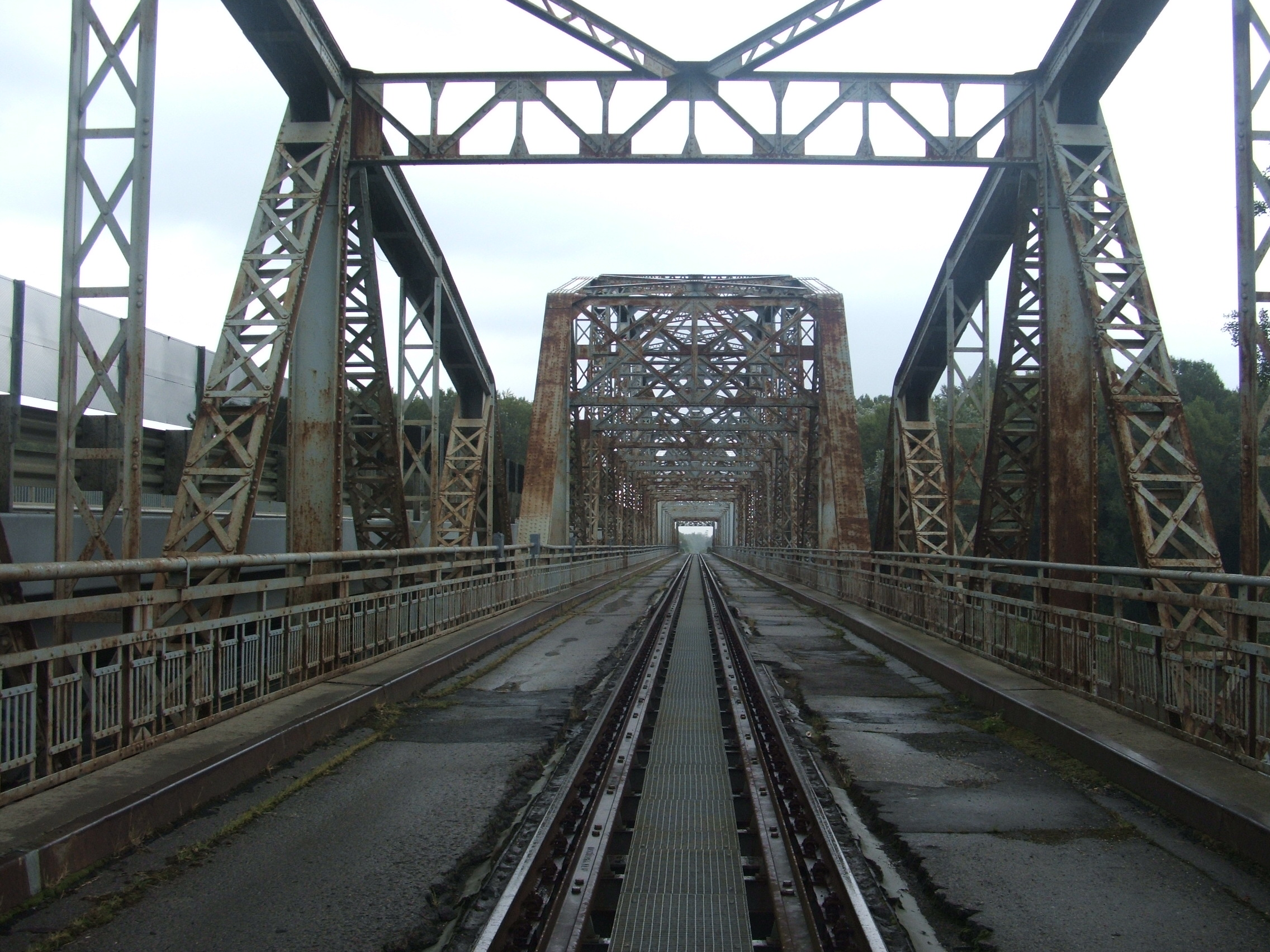
A tiszaugi vasúti híd

Az érsekcsanádi hajóállomáshoz vezető úton, a Duna-völgyi-főcsatorna felett[forrás?] egy többszörös rácsozású híd állt. A híd története pontosan nem ismert, de kialakítása a legkorábbi hidakra jellemző, így valószínűleg a megye első vashídja lehetett. Fémszerkezetű hidak a vármegye vasútvonalain már a századforduló táján épültek, 1903-ban például egy gerinclemezes híd.
Bajánál épült a megye első Duna-hídja (ma Türr István híd) 1906–1908 között, a hét nyílású, keszonos alapozású híd medernyílásai 100 méter és alakjuk nagyban hasonlított a Feketeházy János tervei szerint épített más nagy hidakéhoz, mint például a szolnoki vasúti, a komáromi és esztergomi közúti hidakhoz. A hídszerkezet kialakításában Szikszay Gerő főmérnök, a híd egyik tervezője, újfajta megoldásokat alkalmazott, a kereszttartók nem merev, hanem csuklós bekötésűek, a hossz- és kereszttartókat pedig csak a hídnyílások közepén fogta meg. Ezek az újszerű megoldások kisebb nehézséget okoztak a gyártásban és főleg a szerelésben, habár a módosítások 4%-os költségtöbbletet okoztak, az utólagos értékelés nem igazolta jobbnak a szokásostól eltérő kialakítást. A szegmens alakú medernyílások és a hullámtéri felsőpályás, rácsos felszerkezet gyártását és szerelését a Magyar Királyi Állami Vas-, Acél- és Gépgyárak (MÁVAG) végezte.
Tiszaugon 1929. október 17-én avatták a négynyílású Tisza-hidat, a medernyílások folytvasból, a ártéri hídszerkezet pedig szilícium acélból készült. A vegyes forgalomra épült híd terveit a Közúti hídosztály bizottsága készítette. A keskeny hídon 5,3 m széles, zórévassal burkolt kocsipályát alakítottak ki, a vasúti vágányt a hossztartókra  helyezték. A hídszerkezetek gyártását, illetve szerelését a MÁVAG végezte.
Dunaföldvárnál 1928–1930 között épült az első Duna-híd, Kossalka János egyetemi tanár tervei szerint, amely többtámaszú folytatólagos tartó volt. A világháború utáni legnagyobb hídépítés teljes beállványozással, két ütemben készült. A négynyílású híd építése idején nemzetközi összehasonlításban is a legnagyobbak közé tartozott, főtartói 15–23 m magasak. Ez a híd is vegyes forgalomra épült, ám forgalomba helyezésekor csak a közúti forgalom haladt át rajta.
1950-ben a megyében épült az ország első alumínium, pontosabban dural (rézzel, mangánnal, és magnéziummal ötvözött alumínium) felhasználásával készült hídja. A Szabadszállás határában álló, 10,6 m nyílású gerendahíd a világ ötödik alumíniumból készült hídja volt, 1985-ben bontották el.

## Vasbetonhidak

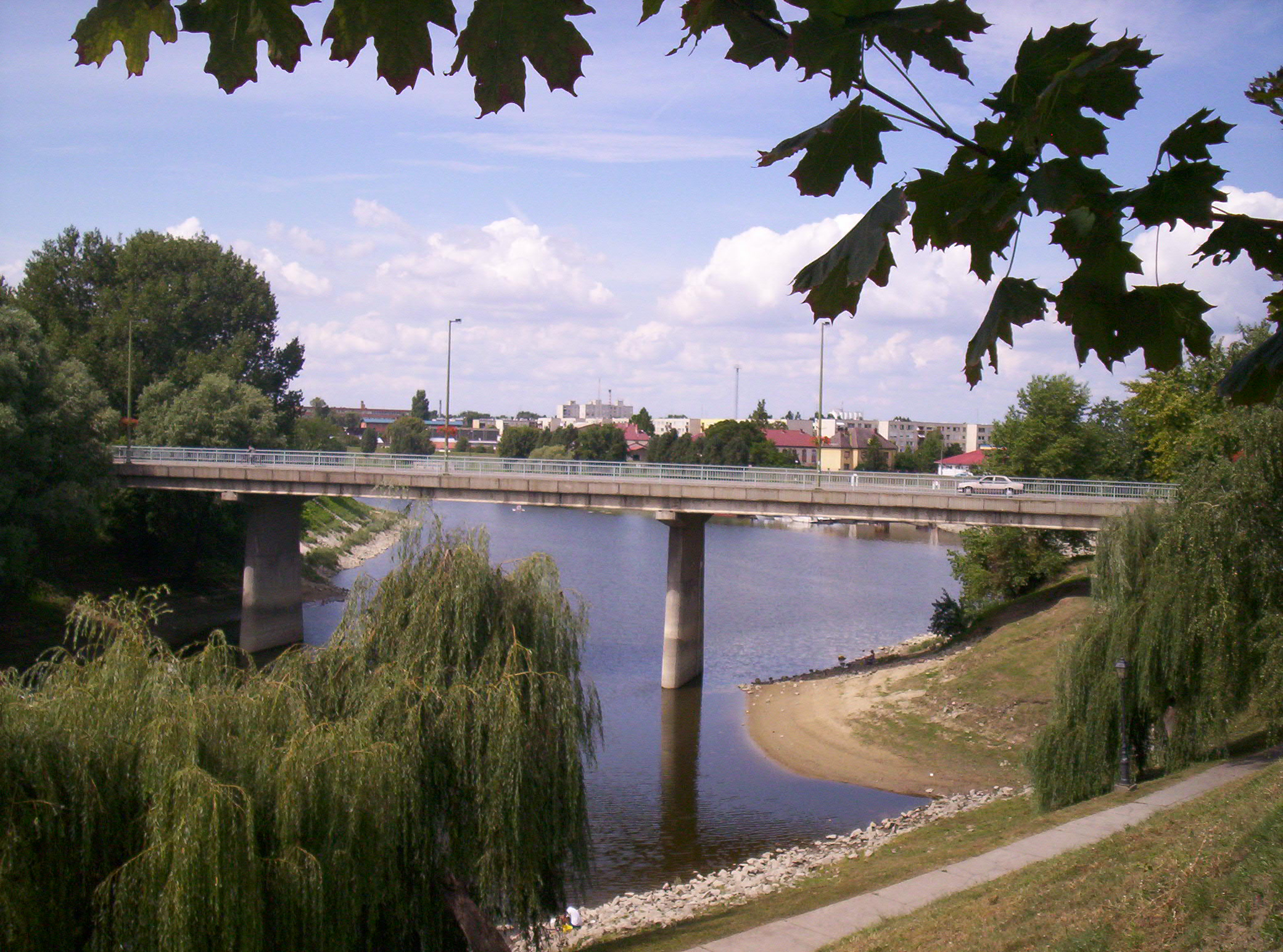
A bajai Sugovica-híd

1889-ben Solton megépült a Wayss G. A. kivitelezésében hazánk első Monier-rendszerű kétnyílású (5–5 m) 3 m ívmagasságú, parabola alakú boltozata, melynek vastagsága 14–21 cm volt, 10 mm átmérőjű, egymástól 7 cm-re elhelyezett fővas- és 4 mm átmérőjű, 5 cm-enként elhelyezett elosztó betéttel. A hidat 1942-ben megszélesítették, megfelelő állapotban van ma is, megjelenése azonban kedvezőtlen.
1893-ban, az elsők között, Miske mellett Wünsch Róbert cementtechnikus Melan-rendszerű kétnyílású (9–9 m) boltozatot épített. Ez a híd hazánk mai területén a második legnagyobb nyílású volt, s 1982-ig volt üzemben, ekkor a boltozaton jelentkező repedések miatt átépítették.
Az előző két vasalási rendszer mellett a Hennebique-féle terjedt el hazánkban dr. Zielinski Szilárd működése révén. Pest-Pilis-Solt-Kiskun vármegyében is több hidat tervezett. Az Érsekcsanád hajóállomási úton épült 10 m nyílású, öt bordás gerendahídja (1916) a korai hazai vasbetonhíd építés emléke. Érdekes adalék, hogy Kiskunfélegyháza közelében 1932-ben elbontottak egy Zielinski tervezte 12 m nyílású, áttört hídfőjű hidat, melynek vasalásáról feljegyezték, hogy a kengyelek laposvasak voltak és kevés volt a felhajlított acélbetét.
A hazai vasbeton hídtervezés másik úttörő tervezője, dr. Mihailich Győző 1927-ben több kéttámaszú, konzolos vasbeton gerendahidat tervezett a Dunavölgyi-főcsatornára. A 3,2 m szélességűek kétbordásak, a 4,8 m szélesek négy bordásak voltak. Különleges e hidak hossz-szelvénye, markáns esésben vannak a hídvégek. Homokmégynél ma is áll ilyen híd. A hazai hídépítés nagy időszaka volt a 20-as évek vége és az 1930-as évek. Ekkor épült az Érsekcsanád hajóállomási úton a dr. Sabathiel Richárd tervezte Vajas-csatorna-híd, mely kétfőtartós, ellensúlyos gerendahíd. Sávoly Pál is ebben az időben tervezett Baján a Sugovica fölé háromnyílású, karcsú kerethidat (9+10+9 m). Baján a Ferenc-csatornán a híd fafelszerkezetét 1937-ben építették át Zimonyi János tervei szerint. A ma is üzemben lévő híd jellegzetessége a tégla, ill. vasbeton pillér. A 4,8 m széles felszerkezet hárombordás, kiékelt. E néhány példából látható, hogy főleg bordás gerendahidak épültek a megyében, kivétel a Kecskeméten 1939-41-ben Folly Róbert tervei szerint épült zárt vasbeton keret, mely 110 m hosszú, 4,6 m-es űrszelvényű, s melyhez 4 m nyílású gyalogos műtárgy csatlakozik.

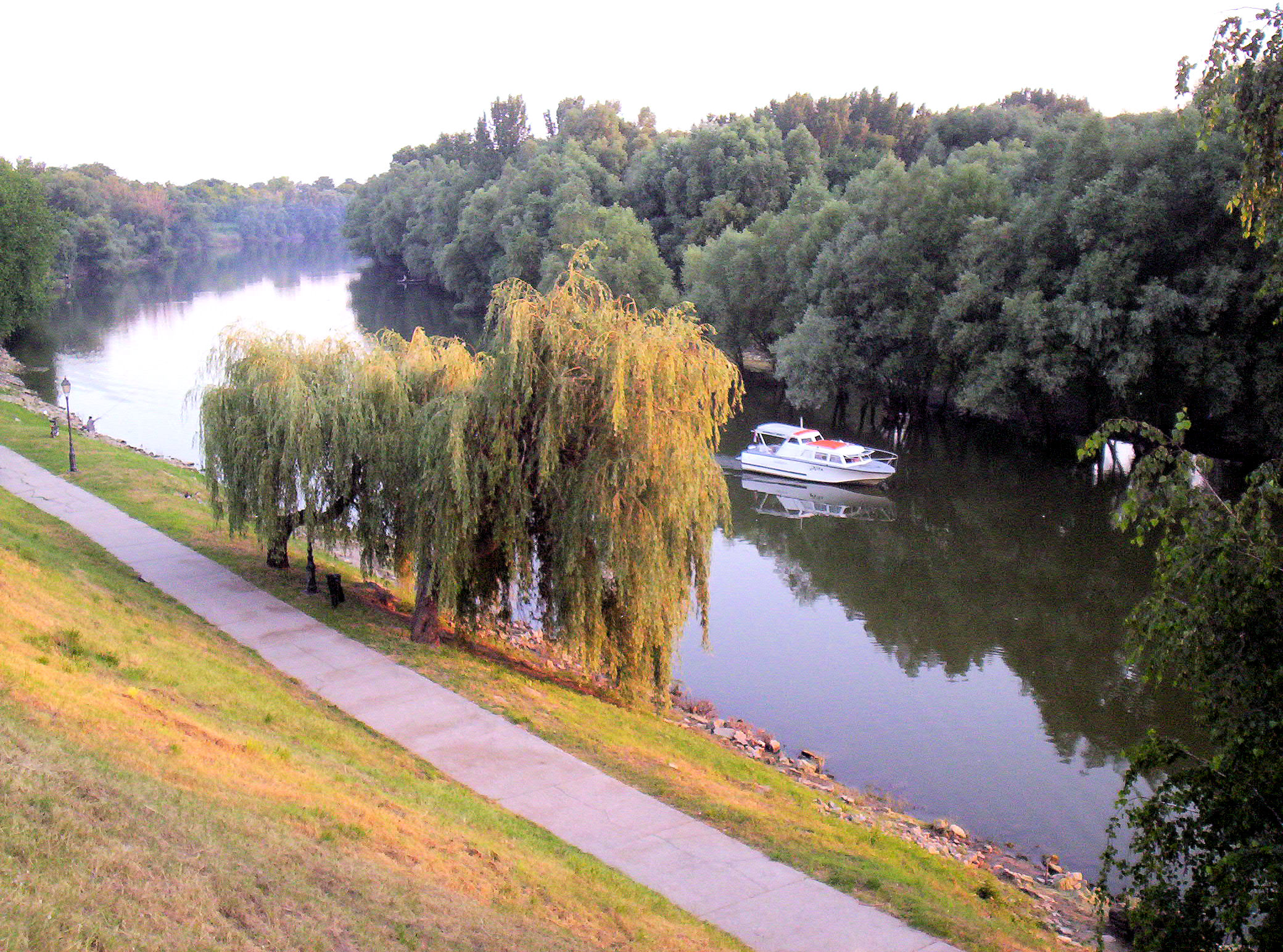
A Sugovica

A második világháború pusztításai a hidakat súlyosan érintették. A felrobbantott hidakat általában az eredeti tervek szerint építették újjá. Kiemelkedő, egyedi szerkezet volt a bajai Duna-hídhoz csatlakozó úton az 1941-ben épült vasbeton híd, melyet 1949-ben Bölcskei Elemér tervei szerint építettek újjá, az eredetinél nagyobb szélességgel. Az újjáépítés során több fontos műszaki újdonság is kipróbálásra került, így 1949-ben, hazai rendszerű utófeszített hidat tervezett Böröcz Imre. Külföldi feszítési rendszerek, eszközök hiányában elcsúszható, bitumenbe ágyazott 35, egyenként 5 mm-es huzalból álló kábellel feszítették meg oly módon, hogy a kábelek hurok alakban meghajlított végén feszítőtárcsával végezték a feszítést, majd a tárcsákat kiékelték.
A Szabadszállás és Fülöpszállás mellett épült hidak 9,5, ill. 10 m nyílású lemezszerkezetek, az építésük óta elvégzett vizsgálatok, próbaterhelések szerint állapotuk, teherbírásuk megfelelő. Az utófeszítés mellett már 1953-ban előfeszített, előre gyártott (Hoyer) gerendás hidak épültek Kalocsa határában. Közülük az egyiket az észlelt korrózió miatt elbontották. A tartók utólagos vizsgálata azonban a gerendák megfelelő minőségét, kellő teherbírását igazolta. Jellegzetes vasbeton kerethíd a Dusnok mellett épült kétcsuklós, a szanki Dongér zárt keretszerkezet és a Kiskunfélegyháza mellett 1954-ben épült kétfőtartós, kéttámaszú, konzolos kerethíd. A kishidak korszerűsítésében meghatározó, fordított T alakú (FT tartó) gerendákkal 1959-től számos híd épült egy és több, általában háromnyílású szerkezetként. Monolit vasbeton szerkezetű lemezhíd a szakmári (5308. j. út) kéttámaszú konzolos (1960), a jászszentlászlói (5402. j. út) szegélybordás lemez (1962) és a tassi Kiskunsági csatorna többtámaszú (15+18+15 m) lemezhídja (1965).
Az 1970-es évektől az előre gyártott gerendákkal való építés egyre jobban terjedt, az un. EHGE tartókkal 10 m-nél nagyobb nyílások is áthidalhatók voltak. A Kecskemét határában épült, vasútvonal feletti műtárgy négyszer 14 m nyílású. Ez a híd egyik első alkalmazása ennek a gerendatípusnak (1974.).
Bács-Kiskun megye vasbeton hídépítése a kezdetektől általában mindig az élvonalban volt, néhány ma is meglévő korai alkotás bizonyítja, hogy a megfelelő minőségben elkészített vasbetonhidak is lehetnek tartósak.

## Vasúti hidak

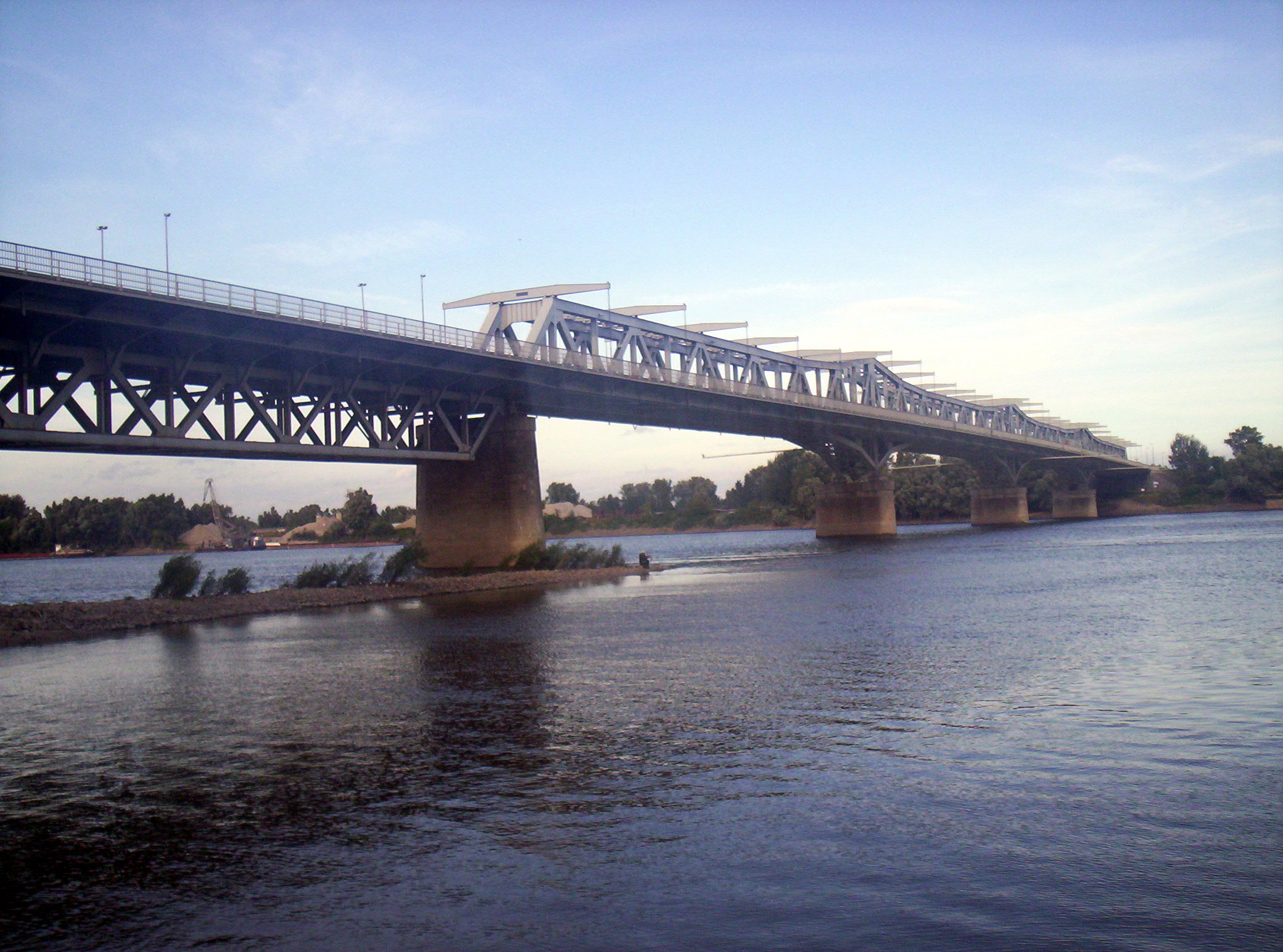
A bajai Türr István híd

A vármegyében lévő vasútvonalakon – az idegen kezelésű műtárgyakkal együtt – 215 darab, összesen 1899 vágány-nyílás-folyóméter, különféle nyílású, korú és típusú vasúti híd található.
Az acél-, ill. vasszerkezetű hidak a megye vasúti hídállagának mintegy 57%-át teszik ki. Ezen műtárgyak közül hat híd (összesen 55 vágány-nyílás-fm) 70 évnél korosabb, hegeszvas vagy folytvas anyagú, kis teherbírású. Felügyeletük, karbantartásuk a vasúti szolgálattól fokozott figyelmet igényel. A Kiskőrös–Kalocsa-vasútvonalon öt ilyen műtárgy található: egy 11,42 m nyílású 1903-ban forgalomba helyezett gerinclemezes híd a Dunavölgyi főcsatorna felett, három kisebb – 1904-ben épült – gerinclemezes híd és a 99 éve forgalomban lévő Maloméri csatorna-híd. Ez a Maloméri híd egy fahíd helyén, 1900-ban épült, támaszköze 24,80 m, nyílása 23,00 m. A hídfők alapjai betonból készültek, az ellen- és szárnyfalakhoz süttői követ használtak. A szegecselt, alsópályás, nyitott párhuzamos övű, rácsos áthidalószerkezet folytvas anyagú, a Magyar Királyi Államvasutak Gépgyárában készült. A hidat 1952-ben és 1979-ben megerősítették. A műtárgy a vasútvonalon jelenleg közlekedő járműveknek megfelelő teherre sebességkorlátozással felel meg, a korossága, szerkezeti hiányosságai és a fennálló – főleg korróziós – károkra való tekintettel átépítéséről gondoskodni kell.
A koros acélhidak közül talán a legismertebb a bajai a Türr István híd, a Baja-Bátaszék vasútvonal 773 +20 szelvényében, az 51. sz. út felett lévő 12 m nyílású, folytacél anyagú gerinclemezes híd. A hidat 1909-ban adták át a forgalomnak, majd 1960-ban megerősítették. Ezen kívül csak kisebb falazatjavítás, átalakítás, mázolás és hídgerenda csere történt a hídon. Az 1998. évi III. fokú részletes hídvizsgálat során megállapított hiányosságok miatt 5 km/óra vasúti sebességkorlátozást és fokozott felügyeletet kellett bevezetni. A vasúti tengelyterhelés korlátozásának – illetve további romlás esetén a híd forgalom előli lezárásának – elkerülése érdekében 1999-ben a tönkrement koros áthidalószerkezetet ki kellett cserélni. Ez az egyetlen vasúti Duna-híd Budapesttől délre.
A Duna-híd után, a Baja-Bátaszék vasútvonalnak az 55. sz. úttal párhuzamos szakaszán láthatjuk a 30 m nyílású ártéri-hidat, mely a második világháborúban felrobbantott hasonló nyílású híd helyén, 1949-ben épült. A híd kéttámaszú, szegecselt, alsópályás, rácsos, folytacél anyagú szerkezet.
Hasonlóan közútról megtekinthető a hajdani Dunaföldvár–Solt-vasútvonal 254+22 szelvényében lévő 80 m nyílású, kéttámaszú, alsópályás, rácsos solti Kis-Duna-híd. Itt az első vasúti hidat 1938-1939-ben a meglévő közúti hídtól 12 méterre építették, ehhez hasonló kialakítású főtartóval. A híd áthidaló szerkezete 1944-ben szintén megsérült, 1951-ben helyezték újra forgalomba, az eredeti tervek szerinti javításokkal. 2015-ben építették át kerékpárhíddá.
A megye legkorosabb, 1888-ban épült vasúti műtárgya a Kiskunfélegyháza-Csongrád vasútvonal 74+50 szelvényében található 0,80 m nyílású beton csőáteresz. Három gyalogos felüljárót (Kecskemét-Alsó, Kiskunhalas és Baja állomáson), és négy gyalogos aluljárót (kettőt Kecskemét állomáson, továbbá Jánoshalma és Kiskunhalas állomáson) találhatunk a vármegyében. Ezek a műtárgyak városrészeket kötnek össze. A közúti aluljárókat ill. vasúti felüljárókat jól ismerik a közúti forgalomban résztvevők. Ilyen műtárgy az alábbi helyeken látható: Kecskeméten a Szolnoki úti közúti aluljáró, Baján az 51. sz. út keresztezésében a Dózsa György úti vasúti felüljáró és az 55. sz. úton a Duna-híd előtt és után lévő két közúti aluljáró.

## A főbb folyók hídjainak listája

### Duna-hidak

#### Közúti hidak
- Türr István híd (Baja)
- Petőfi híd (Baja)
- Beszédes József híd (52-es főút)
- Pentele híd (Dunavecse közelében)
- Tomori Pál híd (Foktő közelében)

#### Autópálya-hidak
- M9

#### Vasúti hidak
- Baja

### Tisza-hidak

#### Közúti hidak
- Tiszaugi közúti Tisza-híd/44-es út (Tiszaug)
- (Tiszakécske közelében)

#### Vasúti hidak
- Tiszaugi vasúti Tisza-híd